# Saison 2025 de la NFL
Navigation
Édition précédente Édition suivante
La saison 2025 de la NFL est la 106e de l'histoire de la National Football League.
La saison régulière débute le jeudi 4 septembre 2025 lors de l'annuel Kickoff Game avec les champions sortants et vainqueurs du Super Bowl LIX, les Eagles de Philadelphie et se termine le 4 janvier 2026.
La série éliminatoire débute le 10 janvier 2026 et se conclu le 8 février 2026 par le Super Bowl LX joué au Levi's Stadium de Santa Clara en Californie.

## Avant saison
La saison 2025 de la NFL et la free agency débutent le 12 mars 2025. Dès le 10 mars, les franchises sont autorisées à exercer des options sur les joueurs ayant des clauses d'option dans leurs contrats, à soumettre des offres qualificatives à leurs agents libres restreints et à soumettre une offre de salaire minimum pour conserver les droits de négociation exclusifs sur leurs joueurs dont les contrats expirent en 2024 ayant moins de trois saisons accumulées de crédit d'agent libre. Les franchises doivent être sous le plafond salarial en utilisant la définition du « top 51 » (dans laquelle les 51 joueurs les mieux payés de la franchise doivent avoir un plafond salarial combiné). Dès le 12 mars, les clubs sont autorisés à contacter et à entamer des négociations contractuelles avec les joueurs dont les contrats ont expiré et qui sont de facto devenus des agents libres sans restriction.

### Fins de carrière

#### Notoires
- OT Terron Armstead – 5 sélections au Pro Bowl et 1 sélection dans la 2e équipe All-Pro, à joué douze saisons dans la NFL, pour les Saints et les Dolphins[2] ;
- QB Derek Carr – 4 sélections au Pro Bowl, a joué pendant 11 saisons dans lma NFL, pour les Raiders d'Oakland/Las Vegas et les Saints[3] ;
- TE Jimmy Graham – 5 sélections au Pro Bowl et deux sélections All-Pro (1 dans la 1re équipe et 1 dans la 2e), a joué 13 saisons dans la NFL, pour les Saints, les Seahawks, les Packers et les Bears[4] ;
- WR Julio Jones – 7 sélections au Pro Bowl et 5 sélections All-Pro (2 dans la 1re équipe et 3 dans la 2e), a joué pendant 13 saisons dans la NFL pour les Falcons, les Titans, les Buccaneers et les Eagles[5] ;
- G Zack Martin – 9 sélections au Pro Bowl et 9 sélections All-Pro (7 dans la 1re équipe et 2 dans la 2e), a joué pendant 11 saisons pour les Cowboys[6] ;
- S Tyrann Mathieu – 3 sélections au Pro Bowl, 4 au All-Pro (3 dans la 1re équipe et 1 dans la 2e), vainqueur du Super Bowl LIV , il a joué pendant 12 saisons dans la NFL pour les Falcons, les Texans, les Chiefs et les Saints[7] ;
- LB C. J. Mosley – 5 sélections au Pro Bowl et 5 dans la 2e équipe All-Pro, a joué dans la NFL pendant 11 saisons, pour les Ravens et les Jets[8] ;
- OT Jason Peters – 9 sélections au Pro Bowl et 6 sélections All-Pro (2 dans la 1re équipe et 4 dans la 2e), a joué pendant 21 saisons dans la NFL pour les Bills, les Eagles avec qui il remporte le Super Bowl LII, les Bears, les cowboys et les Seahawks[9] ;
- CB Patrick Peterson – 8 sélections au Pro Bowl et 3 sélections dans la 1re équipe All-Pro, a joué pendant 13 saisons dans la NFL pour les Falcons, les Vikings et les Steelers[10] ;
- C Frank Ragnow – 4 sélections au Pro Bowl et 3 dans la 2e équipe All-Pro, a joué pendant 7 saisons dans la NFL pour les Lions[11] :
- OT Tyron Smith – 8 sélections au Pro Bowl et 5 sélections All-Pro (2 dans la 1re équipe et 2 dans la 2e), a joué pendant 14 saisons dans la NFL pour les Cowboys et les Jets[12] ;
- DT Ndamukong Suh – 5 sélections au Pro Bow et 5 sélection All-Pro (3 dans la 1re équipe et 2 dans la 2e), vainqueur du Super Bowl LV il a joué pendant 13 saisons dans la NFL pour les Lions, les Dolphins, les Rams de Los Angeles, les Buccaneers et les Eagles[13].

#### Autres
| - Mason Crosby - Vinny Curry | - Tommy Doyle (en) - Micah Hyde | - Mike Purcell (en) - Isaac Rochell (en) | - Connor Williams (en) - K'Waun Williams (en) - Mike Williams |

### Décès

#### Joueurs
Steve McMichael
McMichael a joué 15 saisons dans la NFL au poste de defensive tackle avec les Patriots, les Bears avec qui il remporte le Super Bowl XX et les Packers avant d'être intronisé au Pro Football Hall of Fame en 2024. Il a été sélectionné deux fois aux Pro Bowl et quatre fois All-Pro (2 dans la 1re équipe et 2 dans la 2e). Il est décédé 23 avril 2025 à l'âge de 67 ans.

#### Dirigeants
Virginia Halas McCaskey
McCaskey était depuis 1983, la propriétaire de la franchise des Bears de Chicago, à la suite de son père George Halas. Sous leurs égides, les Bears ont remporté le Super Bowl XX. Elle est décédée le 6 février 2025 à l'âge de 102 ans ;
Jim Irsay
Irsay était depuis 1997 et le décès de son père Robert Irsay (en), le propriétaire et président-directeur général des Colts d'Indianapolis. Il a remporté le Super Bowl XLI au cours de son mandat. Il est décédé le 21 mai 2025 à l'âge de 65 ans.

### Changements de personnel
| Équipes                            | Poste | 2024           | Motif du départ   | Intérimaire en 2024 | 2025                      |
| ---------------------------------- | ----- | -------------- | ----------------- | ------------------- | ------------------------- |
| Bears de Chicago                   | HC    | Licenciement   | Matt Eberflus     | Thomas Brown (en)   | Ben Johnson               |
| Jaguars de Jacksonville            | HC    | Licenciement   | Doug Pederson     | Doug Pederson       | Liam Coen (en)            |
| Raiders de Las Vegas               | HC    | Licenciement   | Antonio Pierce    | Antonio Pierce      | Pete Carroll              |
| Patriots de la Nouvelle-Angleterre | HC    | Licenciement   | Jerod Mayo        | Jerod Mayo          | Mike Vrabel               |
| Saints de La Nouvelle-Orléans      | HC    | Licenciement   | Dennis Allen (en) | Darren Rizzi (en)   | Kellen Moore              |
| Jets de New York                   | HC    | Licenciement   | Robert Saleh      | Jeff Ulbrich (en)   | Aaron Glenn               |
| Cowboys de Dallas                  | HC    | Fin de contrat | Mike McCarthy     | Mike McCarthy       | Brian Schottenheimer (en) |
| Jaguars de Jacksonville            | GM    | Licenciement   | Trent Baalke (en) | Trent Baalke (en)   | À déterminer              |
| Jets de New York                   | GM    | Licenciement   | Joe Douglas (en)  | Phil Savage (en)    | Darren Mougey (en)        |
| Raiders de Las Vegas               | GM    | Licenciement   | Tom Telesco (en)  | Tom Telesco (en)    | John Spytek (en)          |
| Titans du Tennessee                | GM    | Licenciement   | Ran Carthon (en)  | Ran Carthon (en)    | Mike Borgonzi (en)        |

### Free agency
La free agency commence le 12 mars 2025.
Ci-dessous les principaux mouvements par poste :
- Quarterbacks : Sam Darnold (Minnesota → Seattle), Justin Fields (Pittsburgh → New York Jets), Joe Flacco (Indianapolis → Cleveland), AAron Rodgers (Jets → Pittsburgh) et Russell Wilson (Pittsburgh → New York Giants) ;
- Running backs : Nick Chubb (Cleveland → Houston), J.K. Dobbins (Los Angeles Chargers → Denver), Rico Dowdle (Dallas → Carolina), Rico Dowdle (Dallas → Carolina), Najee Harris (Pittsburgh → Los Angeles Chargers) et Javonte Williams (Denver → Dallas) ;
- Wide Receivers : Davante Adams (New York Jets → Los Angeles Rams), Stefon Diggs (Houston → New England), DeAndre Hopkins (Kansas City → Baltimore), Cooper Kupp (Los Angeles Rams → Seattle), Tyler Lockett (Seattle → Tennessee), Josh Palmer (Los Angeles Chargers → Buffalo) et Mike Williams (Pittsburgh → Los Angeles Chargers) ;
- Tight ends : Evan Engram (Jacksonville → Denver) ;
- Offensive linemen : Aaron Banks (San Francisco → Green Bay), Drew Dalman (Atlanta → Chicago), Will Fries (Indianapolis → Minnesota), Teven Jenkins (Chicago → Cleveland), Ryan Kelly (Indianapolis → Minnesota), Dan Moore (Pittsburgh → Tennessee), Jaylon Moore (San Francisco → Kansas City) et Morgan Moses (New York Jets → New England) ;
- Defensive linemen : Jonathan Allen (Washington → Minnesota), Joey Bosa (Los Angeles Chargers → Buffalo), Calais Campbell (Miami → Arizona), Leonard Floyd (San Francisco → Atlanta), Javon Hargrave (San Francisco → Minnesota), Grady Jarrett (Atlanta → Chicago), Javon Kinlaw (New York Jets → Washington), DeMarcus Lawrence (Dallas → Seattle), Tershawn Wharton (Kansas City → Carolina) et Milton Williams (Philadelphia → New England) ;
- Linebackers : Dre Greenlaw (San Francisco → Denver), Harold Landry (Tennessee → New England), Haason Reddick (New York Jets → Tampa Bay), Robert Spillane (Las Vegas → New England) et Josh Sweat (Philadelphia → Arizona) ;

- Defensive backs : Paulson Adebo (New Orleans → New York Giants), Jaire Alexander (Green Bay → Baltimore), Camryn Bynum (Minnesota → Indianapolis), Carlton Davis (Detroit → New England), Jevon Holland (Miami → New York Giants), Talanoa Hufanga (San Francisco → Denver), Tre'von Moehrig (Las Vegas → Carolina), D. J. Reed (New York Jets → Detroit), Darius Slay (Philadelphia → Pittsburgh) et Charvarius Ward (San Francisco → Indianapolis) ;
- Punters : Riley Dixon (Denver → Tampa Bay), Johnny Hekker (Carolina → Tennessee) et Ryan Stonehouse (Tennessee → Miami).

### Échanges
Les échanges notables suivants ont été effectués au cours de l'année 2025 :
- 12 mars : San Francisco a envoyé WR Deebo Samuel vers Washington en échange d'un choix de 5e tour de la draft 2025[26] ;
- 12 mars : Kansas City a envoyé G Joe Thuney vers Chicago en échange d'un choix de 4e tour de la draft 2025[27] ;
- 12 mars : The Los Angeles Rams a envoyé G Jonah Jackson vers Chicago en échange d'un choix de 6e tour de la draft 2025[28] ;
- 12 mars : Houston a envoyé OT Laremy Tunsil et un choix de 4e tour de draft 2025 à Washington en échange des choix de 3e tour de la draft 2025 et de 2e et 4e tour de la draft 2026[29] ;
- 12 mars : Seattle a envoyé WR DK Metcalf et un choix de 6e tour de draft 2025 à Pittsburgh en échange d'un choix de 7e tour de la draft 2025[30] ;
- 12 mars : Philadelphia a envoyé S C. J. Gardner-Johnson et un choix de 6e tour de draft 2025 à Houston en échange de G Kenyon Green et un choix de 5e tour de la draft 2026[31] ;
- 13 mars : Seattle a envoyé QB Geno Smith à Las Vegas en échange d'un choix de 3e tour de la draft 2025[32] ;
- 13 mars : Philadelphia a envoyé QB Kenny Pickett à Cleveland en échange du QB Dorian Thompson-Robinson et un choix de 5e tour de la draft 2025[33] ;
- 7 mai : Pittsburgh a envoyé WR George Pickens et un choix de 7e tour de la draft 2025 à Dallas en échange d'un choix de 3e tour de la draft 2026 et de 4e tour de la draft 2027[34].

### Draft
La draft 2025 de la NFL se déroule du 24 au 26 avril 2025 à Green Bay dans le Wisconsin au stade Lambeau Field et dans son bâtiment adjacent le Titletown Entertainment District (en).
La franchise des Titans du Tennessee, du fait d'avoir le pire bilan en 2024, détient la première sélection.

### Camps d'entraînement
La majorité des camps d'entraînement commencent le 23 juillet.

### Pré-saison
La pré-saison a débuté le 31 juillet à l'occasion du Pro Football Hall of Fame Game par la victoire 34 à 7 des Chargers de Los Angeles face aux Lions de  Détroit.

### Stades
Le New Highmark Stadium (en) devant être inauguré pour le début de la saison 2026, les Bills de Buffalo joueront leur matchs à domicile de 2025 pour la dernière fois dans l'actuel Highmark Stadium avant sa démolition.

## Calendrier

### Saison régulière
La saison régulière 2025 se déroule sur 18 semaines à partir du 4 septembre. Une équipe dispute 17 matchs de saison régulière et disposent donc d'une semaine de repos. La saison régulière se termine le 4 janvier 2026, les matchs de la 18e semaine mettant en présence des équipes d'une même division.
Chaque équipe rencontre :
- les 3 autres équipes de sa division (1 match à domicile et 1 match en déplacement) soit 6 matchs ;
- les 4 équipes d'une autre division de sa conférence soit 4 matchs ;
- les deux autres équipes de sa conférence ayant été classée à la même place dans leur division (si l'équipe a terminé 3e de sa division, elle rencontre les 3e des autres divisions, si 2e contre les 2e, etc.) soit 2 matchs ;
- les 4 équipes d'une division de l'autre conférence soit 4 matchs ;
- une équipe de l'autre conférence ayant été classée à la même place dans sa propre division soit 1 match.

Pour la saison 2025, le schéma final est donc le suivant :
| Matchs intra-conférences                                                                    | Matchs inter-conférences (par division)                                                         | Matchs inter-conférences (par position)                                                         |
| ------------------------------------------------------------------------------------------- | ----------------------------------------------------------------------------------------------- | ----------------------------------------------------------------------------------------------- |
| - AFC East - AFC North - AFC South - AFC West - NFC East - NFC North - NFC South - NFC West | - AFC East vs NFC South - AFC North vs NFC North - AFC South vs NFC West - AFC West vs NFC East | - NFC East at AFC East - NFC North at AFC West - NFC South at AFC South - AFC Ouest - NFC Ouest |

La saison régulière 2024 comprend : 
- NFL Kickoff Game (en) : La saison 2025 débute le jeudi 4 septembre 2025 avec les champions sortants, les Eagles de Philadelphie ;
- NFL International Series (7 matchs)[38] :
  - Brésil, São Paulo  :
    - Le 5 septembre avec les Chargers de Los Angeles accueillant les Chiefs de Kansas City à l'Arena Corinthians[39],[40] ;

  - Irlande, Dublin :
    - Le 28 septembre, les Vikings du Minnesota accueillent les Steelers de Pittsburgh au Croke Park ;

  - Angleterre, Londres pour la troisième année du contrat de trois ans[41] :
    - Le 5 octobre, les Browns de Cleveland accueillent les Vikings du Minnesota au Tottenham Hotspur Stadium ;
    - Le 12 octobre, les Jets de New York accueillent les Broncos de Denver au Tottenham Hotspur Stadium ;
    - Le 19 octobre les Jaguars de Jacksonville accueillent les Rams de Los Angeles au stade de Wembley ;

  - Allemagne, Berlin :
    - 9 novembre, les Colts d'Indianapolis accueillent les Falcons d'Atlanta au Stade olympique ;

  - Espagne, Madrid :
    - Le 16 novembre, les Dolphins de Miami accueillent les Commanders de Washington au Santiago Bernabéu Stadium[42],[43] ;
- Thanksgiving : Trois matchs seront joués lors du Thanksgiving Day le 27 novembre avec l'après midi, les Lions de Détroit qui accueillent les Packers de Green Bay et les Chiefs de Kansas City qui se déplaçant aux Cowboys de Dallas tandis que les Bengals de Cincinnati iront chez les Ravens de Baltimore en soirée. L'heure du début de match à Détroit a été déplacé de 12h30 à 13h00 ;
- Christmas : Le 25 décembre, tombe un jeudi pour la première fois depuis que la ligue est passée d'un calendrier de 16 à 17 matchs en 2021. Il est donc prévu que ce soit la première fois que la ligue organisera des matchs de Noël le jeudi, soit un ou deux matchs en après-midi et le match habituel du Thursday Night Football. Avant 2021, le jeudi de Noël tombait normalement sur la dernière semaine de la saison régulière, lorsque la ligue préférait ne pas programmer de matchs le jeudi qui auraient donné aux équipes un avantage concurrentiel avec plus de repos entre celui-ci et le premier tour des séries éliminatoires.

### Les éliminatoires
La série éliminatoire 2025 (aussi dénommée playoffs) débute par le tour de wild-card, soit six matchs (trois par conférence) répartis sur le week-end des 10 et 12 janvier 2026. Le tour de division (4 matchs) est programmé les 17 et 18 janvier, la tête de série de la conférence affrontant la tête de série restante la plus basse de sa conférence, les deux autres équipes restantes de la conférence s'affrontant. Les vainqueurs de ces matchs se qualifient pour les deux finales de conférence prévues le 25 janvier.
Le Super Bowl LX est programmé pour le 8 février au Levi's Stadium de Santa Clara en Californie.
|  | Tour de Wild card         | Tour de Wild card         | Tour de Wild card         |     |     | Tour de division                                    | Tour de division                                    | Tour de division                                    |                       |                 | Finales de conférence | Finales de conférence | Finales de conférence |  |  | Super Bowl LX | Super Bowl LX | Super Bowl LX |
|  |                           |                           |                           |     |     |                                                     |                                                     |                                                     |                       |                 |                       |                       |                       |  |  |               |               |               |
|  | 10, 11 ou 12 janvier - AD | 10, 11 ou 12 janvier - AD | 10, 11 ou 12 janvier - AD |     |     | 17 ou 18 janvier - AD                               | 17 ou 18 janvier - AD                               | 17 ou 18 janvier - AD                               |                       |                 | 25 janvier - AD       | 25 janvier - AD       | 25 janvier - AD       |  |  |               |               |               |
|  | 10, 11 ou 12 janvier - AD | 10, 11 ou 12 janvier - AD | 10, 11 ou 12 janvier - AD |     |     | 17 ou 18 janvier - AD                               | 17 ou 18 janvier - AD                               | 17 ou 18 janvier - AD                               |                       |                 | 25 janvier - AD       | 25 janvier - AD       | 25 janvier - AD       |  |  |               |               |               |
|  | 10, 11 ou 12 janvier - AD | 10, 11 ou 12 janvier - AD | 10, 11 ou 12 janvier - AD |     |     | 17 ou 18 janvier - AD                               | 17 ou 18 janvier - AD                               | 17 ou 18 janvier - AD                               |                       |                 | 25 janvier - AD       | 25 janvier - AD       | 25 janvier - AD       |  |  |               |               |               |
|  | 6                         |                           |                           |     |     | 17 ou 18 janvier - AD                               | 17 ou 18 janvier - AD                               | 17 ou 18 janvier - AD                               |                       |                 | 25 janvier - AD       | 25 janvier - AD       | 25 janvier - AD       |  |  |               |               |               |
|  |                           |                           |                           |     |     | 17 ou 18 janvier - AD                               | 17 ou 18 janvier - AD                               | 17 ou 18 janvier - AD                               |                       |                 | 25 janvier - AD       | 25 janvier - AD       | 25 janvier - AD       |  |  |               |               |               |
|  | 3                         |                           |                           |     |     | 17 ou 18 janvier - AD                               | 17 ou 18 janvier - AD                               | 17 ou 18 janvier - AD                               |                       |                 | 25 janvier - AD       | 25 janvier - AD       | 25 janvier - AD       |  |  |               |               |               |
|  |                           |                           |                           |     |     |                                                     |                                                     |                                                     |                       |                 | 25 janvier - AD       | 25 janvier - AD       | 25 janvier - AD       |  |  |               |               |               |
|  | 10, 11 ou 12 janvier - AD | 10, 11 ou 12 janvier - AD | 10, 11 ou 12 janvier - AD | AFC | AFC | AFC                                                 |                                                     |                                                     |                       |                 | 25 janvier - AD       | 25 janvier - AD       | 25 janvier - AD       |  |  |               |               |               |
|  | 10, 11 ou 12 janvier - AD | 10, 11 ou 12 janvier - AD | 10, 11 ou 12 janvier - AD | AFC | AFC | AFC                                                 |                                                     |                                                     |                       |                 | 25 janvier - AD       | 25 janvier - AD       | 25 janvier - AD       |  |  |               |               |               |
|  | 10, 11 ou 12 janvier - AD | 10, 11 ou 12 janvier - AD | 10, 11 ou 12 janvier - AD | AFC | AFC | AFC                                                 |                                                     |                                                     |                       |                 | 25 janvier - AD       | 25 janvier - AD       | 25 janvier - AD       |  |  |               |               |               |
|  | 7                         |                           |                           | AFC | AFC | AFC                                                 | 17 ou 18 janvier - AD                               | 17 ou 18 janvier - AD                               | 17 ou 18 janvier - AD |                 |                       |                       |                       |  |  |               |               |               |
|  | 7                         |                           |                           | AFC | AFC | AFC                                                 | 17 ou 18 janvier - AD                               | 17 ou 18 janvier - AD                               | 17 ou 18 janvier - AD |                 |                       |                       |                       |  |  |               |               |               |
|  | 2                         |                           |                           | AFC | AFC | AFC                                                 | 17 ou 18 janvier - AD                               | 17 ou 18 janvier - AD                               | 17 ou 18 janvier - AD |                 |                       |                       |                       |  |  |               |               |               |
|  |                           |                           |                           | AFC | AFC | AFC                                                 | 17 ou 18 janvier - AD                               | 17 ou 18 janvier - AD                               | 17 ou 18 janvier - AD |                 |                       |                       |                       |  |  |               |               |               |
|  | 10, 11 ou 12 janvier - AD | 10, 11 ou 12 janvier - AD | 10, 11 ou 12 janvier - AD | AFC | AFC | AFC                                                 | 1                                                   |                                                     |                       | 25 janvier - AD | 25 janvier - AD       | 25 janvier - AD       |                       |  |  |               |               |               |
|  | 10, 11 ou 12 janvier - AD | 10, 11 ou 12 janvier - AD | 10, 11 ou 12 janvier - AD | AFC | AFC | AFC                                                 | 1                                                   |                                                     |                       | 25 janvier - AD | 25 janvier - AD       | 25 janvier - AD       |                       |  |  |               |               |               |
|  | 10, 11 ou 12 janvier - AD | 10, 11 ou 12 janvier - AD | 10, 11 ou 12 janvier - AD | AFC | AFC | AFC                                                 |                                                     |                                                     |                       | 25 janvier - AD | 25 janvier - AD       | 25 janvier - AD       |                       |  |  |               |               |               |
|  | 5                         |                           |                           |     |     | 8 février - Levi's Stadium Santa Clara (Californie) | 8 février - Levi's Stadium Santa Clara (Californie) | 8 février - Levi's Stadium Santa Clara (Californie) |                       | 25 janvier - AD | 25 janvier - AD       | 25 janvier - AD       |                       |  |  |               |               |               |
|  | 5                         | 17 ou 18 janvier - AD     |                           |     |     | 8 février - Levi's Stadium Santa Clara (Californie) | 8 février - Levi's Stadium Santa Clara (Californie) | 8 février - Levi's Stadium Santa Clara (Californie) |                       | 25 janvier - AD | 25 janvier - AD       | 25 janvier - AD       |                       |  |  |               |               |               |
|  | 4                         |                           |                           |     |     | 8 février - Levi's Stadium Santa Clara (Californie) | 8 février - Levi's Stadium Santa Clara (Californie) | 8 février - Levi's Stadium Santa Clara (Californie) |                       | 25 janvier - AD | 25 janvier - AD       | 25 janvier - AD       |                       |  |  |               |               |               |
|  |                           |                           |                           |     |     | 8 février - Levi's Stadium Santa Clara (Californie) | 8 février - Levi's Stadium Santa Clara (Californie) | 8 février - Levi's Stadium Santa Clara (Californie) |                       | 25 janvier - AD | 25 janvier - AD       | 25 janvier - AD       |                       |  |  |               |               |               |
|  | 10, 11 ou 12 janvier - AD |                           |                           |     |     |                                                     |                                                     |                                                     |                       | 25 janvier - AD | 25 janvier - AD       | 25 janvier - AD       |                       |  |  |               |               |               |
|  |                           |                           |                           |     |     |                                                     |                                                     |                                                     |                       | 25 janvier - AD | 25 janvier - AD       | 25 janvier - AD       |                       |  |  |               |               |               |
|  |                           |                           |                           |     |     |                                                     |                                                     |                                                     |                       | 25 janvier - AD | 25 janvier - AD       | 25 janvier - AD       |                       |  |  |               |               |               |
|  |                           |                           |                           |     |     |                                                     |                                                     |                                                     |                       | 25 janvier - AD | 25 janvier - AD       | 25 janvier - AD       |                       |  |  |               |               |               |
|  | 6                         |                           |                           |     |     |                                                     |                                                     |                                                     |                       | 25 janvier - AD | 25 janvier - AD       | 25 janvier - AD       |                       |  |  |               |               |               |
|  |                           |                           |                           |     |     |                                                     |                                                     |                                                     |                       | 25 janvier - AD | 25 janvier - AD       | 25 janvier - AD       |                       |  |  |               |               |               |
|  | 3                         |                           |                           |     |     |                                                     |                                                     |                                                     |                       | 25 janvier - AD | 25 janvier - AD       | 25 janvier - AD       |                       |  |  |               |               |               |
|  |                           |                           |                           |     |     |                                                     |                                                     |                                                     |                       | 25 janvier - AD | 25 janvier - AD       | 25 janvier - AD       |                       |  |  |               |               |               |
|  | 10, 11 ou 12 janvier - AD | 10, 11 ou 12 janvier - AD | 10, 11 ou 12 janvier - AD | NFC | NFC | NFC                                                 |                                                     |                                                     |                       | 25 janvier - AD | 25 janvier - AD       | 25 janvier - AD       |                       |  |  |               |               |               |
|  | 10, 11 ou 12 janvier - AD | 10, 11 ou 12 janvier - AD | 10, 11 ou 12 janvier - AD | NFC | NFC | NFC                                                 |                                                     |                                                     |                       | 25 janvier - AD | 25 janvier - AD       | 25 janvier - AD       |                       |  |  |               |               |               |
|  | 10, 11 ou 12 janvier - AD | 10, 11 ou 12 janvier - AD | 10, 11 ou 12 janvier - AD | NFC | NFC | NFC                                                 |                                                     |                                                     |                       | 25 janvier - AD | 25 janvier - AD       | 25 janvier - AD       |                       |  |  |               |               |               |
|  | 7                         |                           |                           | NFC | NFC | NFC                                                 | 17 ou 18 janvier - AD                               | 17 ou 18 janvier - AD                               | 17 ou 18 janvier - AD |                 |                       |                       |                       |  |  |               |               |               |
|  | 7                         |                           |                           | NFC | NFC | NFC                                                 | 17 ou 18 janvier - AD                               | 17 ou 18 janvier - AD                               | 17 ou 18 janvier - AD |                 |                       |                       |                       |  |  |               |               |               |
|  | 2                         |                           |                           | NFC | NFC | NFC                                                 | 17 ou 18 janvier - AD                               | 17 ou 18 janvier - AD                               | 17 ou 18 janvier - AD |                 |                       |                       |                       |  |  |               |               |               |
|  |                           |                           |                           | NFC | NFC | NFC                                                 | 17 ou 18 janvier - AD                               | 17 ou 18 janvier - AD                               | 17 ou 18 janvier - AD |                 |                       |                       |                       |  |  |               |               |               |
|  | 10, 11 ou 12 janvier - AD | 10, 11 ou 12 janvier - AD | 10, 11 ou 12 janvier - AD | NFC | NFC | NFC                                                 | 1                                                   |                                                     |                       |                 |                       |                       |                       |  |  |               |               |               |
|  | 10, 11 ou 12 janvier - AD | 10, 11 ou 12 janvier - AD | 10, 11 ou 12 janvier - AD | NFC | NFC | NFC                                                 | 1                                                   |                                                     |                       |                 |                       |                       |                       |  |  |               |               |               |
|  | 10, 11 ou 12 janvier - AD | 10, 11 ou 12 janvier - AD | 10, 11 ou 12 janvier - AD | NFC | NFC | NFC                                                 |                                                     |                                                     |                       |                 |                       |                       |                       |  |  |               |               |               |
|  | 5                         |                           |                           |     |     |                                                     |                                                     |                                                     |                       |                 |                       |                       |                       |  |  |               |               |               |
|  |                           |                           |                           |     |     |                                                     |                                                     |                                                     |                       |                 |                       |                       |                       |  |  |               |               |               |
|  | 4                         |                           |                           |     |     |                                                     |                                                     |                                                     |                       |                 |                       |                       |                       |  |  |               |               |               |
|  |                           |                           |                           |     |     |                                                     |                                                     |                                                     |                       |                 |                       |                       |                       |  |  |               |               |               |

## Records et statistiques notables

### Avant saison
Le 1er avril 2025, la NFL a annoncé que les records et statistiques de l'All-America Football Conference seraient reconnus dans ses archives officielles. Cela affecte principalement les deux équipes survivantes de la fusion de l'AAFC avec la NFL en 1950 : les Browns de Cleveland et les 49ers de San Francisco.
- Marion Motley dévient le détenteur du record de la plus haute moyenne de yards gagnés par course sur une saison par un running back avec 5,7 yards, attribué précédemment à Jamaal Charles avec 5,4 yards[45] ;
- Paul Brown dévient le détenteur du record du plus grand nombre de championnats gagnés en tant qu'entraîneur principal avec 7 titres, le précédent record de six titres étaient conjointement détenu par Bill Belichick, George Halas et Curly Lambeau[46] ;
- Brown devient également le 8e entraîneur principal a plus de 200 victoires[46] ;
- Otto Graham partage avec Tom Brady le record du plus grand nombre de championnats gagnés par un quarterback titulaire avec 7 titres[46] ;
- L'équipe 1948 des 49ers de San Francisco dévient la détentrice du record du plus grand nombre de yards gagnés à la course sur une saison avec 3 663 yards, record précédemment détenu par l'équipe 2019 des Ravens de Baltimore avec 3 296 yards[47] ;
- L'équipe 1948 des 49ers de San Francisco dévient également la détentrice de la plus haute moyenne de yards gagnés par course sur une saison avec 6,1 yards, record attribué précédemment à l'équipe 2024 des Ravens de Baltimore avec 5,8 yards[47] ;
- La saison 1948 des Browns de Cleveland est reconnue comme une des deux saisons parfaites de l'histoire de la ligue avec celle de la saison 1972 des Dolphins de Miami[46] ;
- Les Browns deviennent les détenteurs du plus grand nombre de matchs gagnés consécutivement avec 27 matchs s'étalant sur les saisons 1947-1949, record détenu précédemment par les Bulldogs de Canton avec 25 matchs sur les saisons 1922-1923[48].